# Flecha Valona 2015
La 79.ª edición de la Flecha Valona fue una clásica ciclista que se disputó el miércoles 22 de abril de 2015 sobre un recorrido de 205,5 km entre Waremme y Huy, en la provincia de Lieja (Bélgica).
La carrera además de ser la segunda clásica de las Ardenas, formó parte del UCI WorldTour 2015, siendo la decimosegunda competición del calendario de máxima categoría mundial.
El ganador fue Alejandro Valverde del equipo Movistar quien batió en el muro de Huy a Julian Alaphilippe (Omega Pharma) y Michael Albasini (Orica). Valverde logró su tercera Flecha Valona, segunda consecutiva.

## Equipos participantes
Tomaron parte en la carrera veinticinco equipos: los diecisiete UCI ProTeam (al tener asegurada y ser obligatoria su participación), más ocho equipos Profesionales Continentales invitados por la organización. Cada formación estuvo integrada por ocho corredores (excepto Astana que los hizo con 7), formando así un pelotón de 199 ciclistas.
| Equipo                            | Cód. UCI | Categoría               |
| --------------------------------- | -------- | ----------------------- |
| AG2R La Mondiale                  | ALM      | UCI ProTeam             |
| Astana Pro Team                   | AST      | UCI ProTeam             |
| BMC Racing Team                   | BMC      | UCI ProTeam             |
| Etixx-Quick Step                  | EQS      | UCI ProTeam             |
| FDJ                               | FDJ      | UCI ProTeam             |
| IAM Cycling                       | IAM      | UCI ProTeam             |
| Team Katusha                      | KAT      | UCI ProTeam             |
| Lampre-Merida                     | LAM      | UCI ProTeam             |
| Lotto-Soudal                      | LTS      | UCI ProTeam             |
| Movistar Team                     | MOV      | UCI ProTeam             |
| Orica GreenEDGE                   | OGE      | UCI ProTeam             |
| Team Sky                          | SKY      | UCI ProTeam             |
| Team Cannondale-Garmin            | TCG      | UCI ProTeam             |
| Tinkoff-Saxo                      | TCS      | UCI ProTeam             |
| Trek Factory Racing               | TFR      | UCI ProTeam             |
| Team Giant-Alpecin                | TGA      | UCI ProTeam             |
| Team Lotto NL-Jumbo               | TLJ      | UCI ProTeam             |
| Bretagne-Séché Environnement      | BSE      | Profesional Continental |
| Cofidis, Solutions Crédits        | COF      | Profesional Continental |
| MTN Qhubeka                       | MTN      | Profesional Continental |
| Roompot Oranje Peloton            | ROP      | Profesional Continental |
| Team Europcar                     | EUC      | Profesional Continental |
| Topsport Vlaanderen-Baloise       | TSV      | Profesional Continental |
| UnitedHealthcare Pro Cycling Team | UHC      | Profesional Continental |
| Wanty-Groupe Gobert               | WGG      | Profesional Continental |

## Recorrido

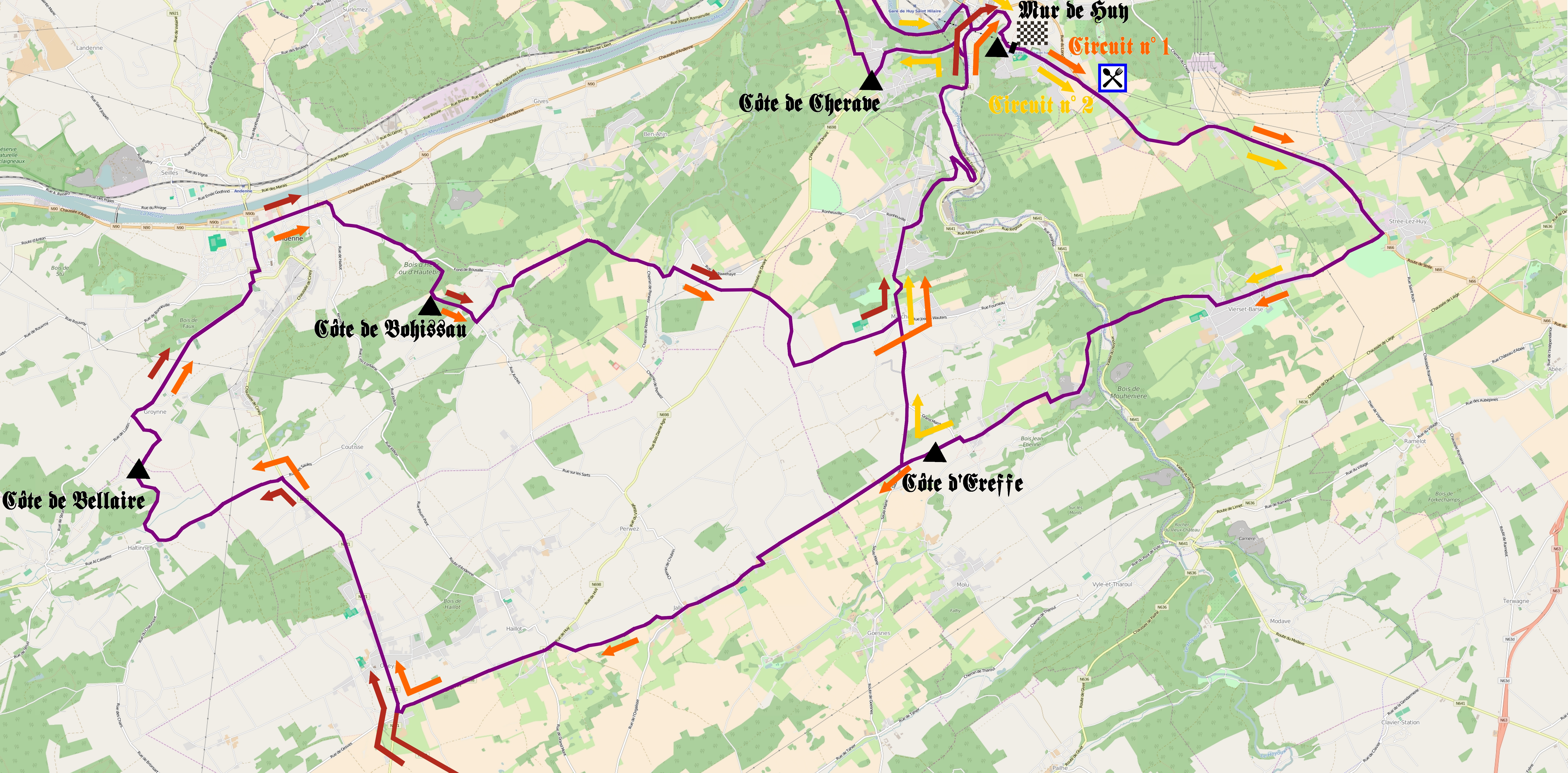

El recorrido de esta edición sufrió algunos cambios. Se mantuvieron los 11 muros al igual que la edición anterior pero partió por primera vez en Waremme. Además se incluyó una nueva subida más cerca del final, la Côte de Chérave, 5 kilómetros antes de la llegada en el Muro de Huy.
| Num | Nombre                       | Kilómetro | Longitud (m) | Pendiente media |
| --- | ---------------------------- | --------- | ------------ | --------------- |
| 1   | Côte des 36 Tournantes       | 22        | 2900         | 4,8 %           |
| 2   | Côte des Bellaire            | 92        | 1000         | 6,3 %           |
| 3   | Côte de Bohisseau            | 100       | 2400         | 5,5 %           |
| 4   | Muro de Huy (1.er paso)      | 118       | 1.300        | 9,6 %           |
| 5   | Côte d'Ereffe                | 131       | 2100         | 5 %             |
| 6   | Côte de Bellaire (2.º paso)  | 150       | 1000         | 6,3 %           |
| 7   | Côte de Bohisseau (2.º paso) | 158,5     | 2400         | 5,5 %           |
| 8   | Muro de Huy (2º paso)        | 176,5     | 1300         | 9,6 %           |
| 9   | Côte d'Ereffe (2º paso)      | 189       | 2100         | 5 %             |
| 10  | Côte de Cherave              | 200       | 1300         | 8,1 %           |
| 11  | Muro de Huy (final)          | 205,5     | 1300         | 9,6 %           |

## UCI World Tour
La Flecha Valona otorgó puntos para el UCI WorldTour 2015, solamente para corredores de equipos UCI ProTeam. La siguiente tabla corresponde al baremo de puntuación:
| Posición   | 1º | 2º | 3º | 4º | 5º | 6º | 7º | 8º | 9º | 10º |
| Puntuación | 80 | 60 | 50 | 40 | 30 | 22 | 14 | 10 | 6  | 2   |

## Clasificación final
| Pos. | Ciclista           | Equipo                  | Tiempo          | Puntos UCI |
| ---- | ------------------ | ----------------------- | --------------- | ---------- |
| 1.º  | Alejandro Valverde | Movistar                | 5 h 08 min 22 s | 80         |
| 2.º  | Julian Alaphilippe | Omega Pharma-Quick Step | m.t.            | 60         |
| 3.º  | Michael Albasini   | Orica GreenEDGE         | m.t.            | 50         |
| 4.º  | Joaquim Rodríguez  | Katusha                 | m.t.            | 40         |
| 5.º  | Dani Moreno        | Katusha                 | m.t.            | 30         |
| 6.º  | Alexis Vuillermoz  | Ag2r La Mondiale        | a 4 s           | 22         |
| 7.º  | Sergio Henao       | Sky                     | m.t.            | 14         |
| 8.º  | Jakob Fuglsang     | Astana                  | m.t.            | 10         |
| 9.º  | Tom Slagter        | Cannondale-Garmin       | m.t.            | 6          |
| 10.º | Wilco Kelderman    | Lotto NL-Jumbo          | m.t.            | 2          |

| 11.º | Roman Kreuziger   | Tinkoff-Saxo                 | a 8 s  |
| 12.º | Rinaldo Nocentini | Ag2r La Mondiale             | a 10 s |
| 13.º | Dylan Teuns       | BMC Racing                   | m.t.   |
| 14.º | Pierre Rolland    | Europcar                     | a 13 s |
| 15.º | Enrico Gasparotto | Wanty-Groupe Gobert          | m.t.   |
| 16.º | Jonathan Hivert   | Bretagne-Séché Environnement | a 16 s |
| 17.º | Mathias Frank     | IAM Cycling                  | m.t.   |
| 18.º | Michele Scarponi  | Astana                       | m.t.   |
| 19.º | Bauke Mollema     | Trek Factory Racing          | a 19 s |
| 20.º | Vincenzo Nibali   | Astana                       | m.t.   |